# سانتا كولوما دي فارنيس
بلدية سانتا كولوما دي فارنيس (بالإسبانية: Santa Coloma de Farnés) هي بلدية تقع في مقاطعة جرندة التابعة لمنطقة كتالونيا شمال شرق إسبانيا.

## الديموغرافيا
بلغ عدد سكان بلدية سانتا كولوما دي فارنيس 12.305 نسمة عام 2011 (وفقاً للمعهد الوطني الإسباني للإحصاء).
| 8.404 | 8.695 | 9.396 | 10.557 | 11.090 | 11.739 | 12.305 |

## أعلام
- فايكروسا